# Solanum ruizii
Solanum ruizii är en potatisväxtart som beskrevs av Sandra Diane Knapp. Solanum ruizii ingår i släktet skattor som ingår i familjen potatisväxter. Inga underarter finns listade i Catalogue of Life.